# Gornaja Karussel

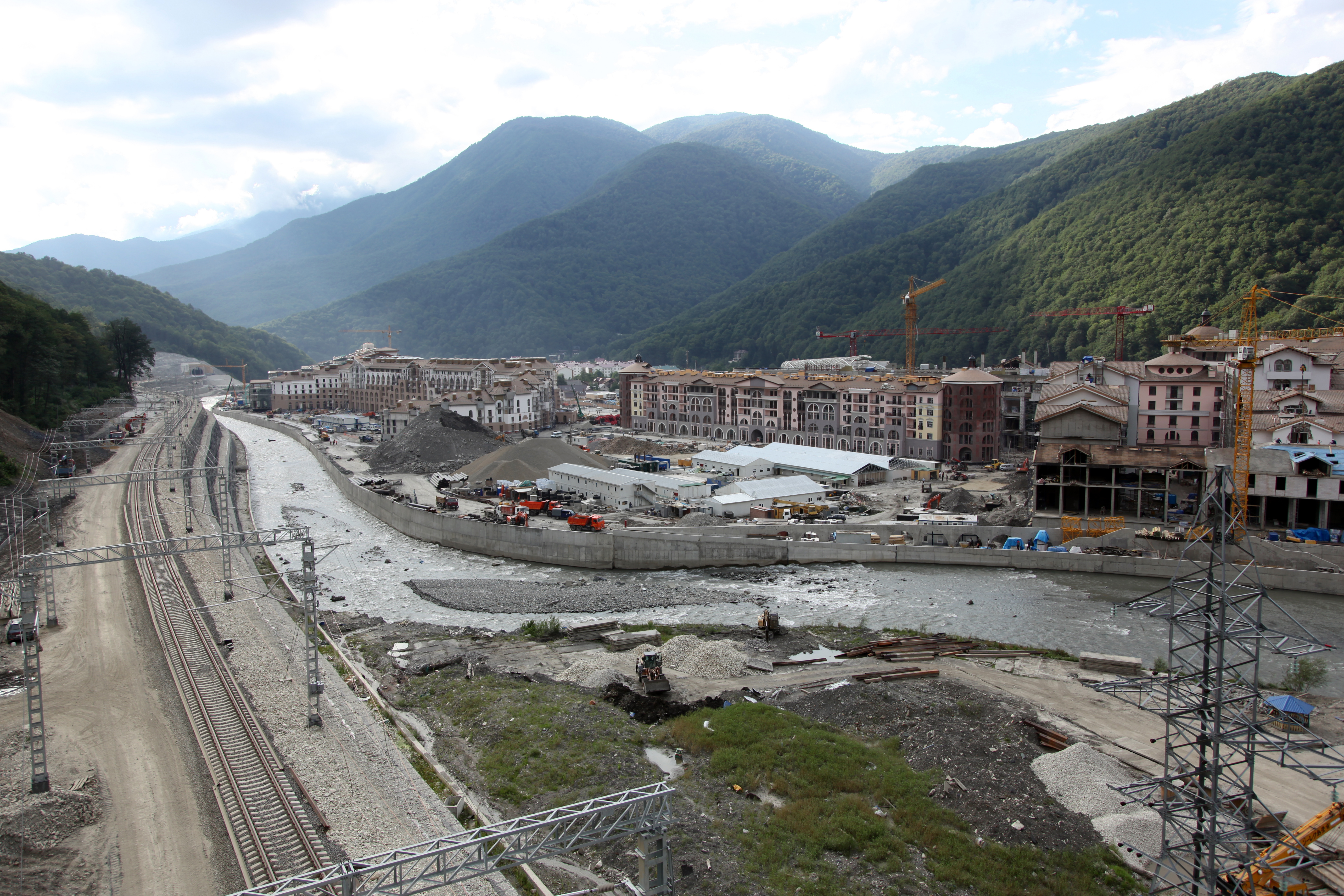
Das im Juli 2013 noch in Bau befindliche Hoteldorf in Esto-Sadok

Gornaja Karussel (russisch Горная Карусель, wörtlich „Bergkarussell“; englisch Gornaya Karusel) ist die Bezeichnung für ein an den Nordabhängen des Aibga-Kammes gelegenes Skigebiet bei Esto-Sadok, Sotschi. Bis 2008 war die Liftanlage samt zugehörigen Abfahrten unter dem Firmennamen Alpika Service (А́льпика-Се́рвис) bekannt.

## Skigebiet
Von der Talsohle, also dem zum Hoteldorf ausgebauten Esto-Sadok (540 m), führen drei Einseilumlaufbahnen zu den drei Umstiegsebenen auf 960 m, 1460 m und 2200 m.
Die höchste Seilbahnstation auf dem Berg Aibga bietet einen Rundumblick und verbindet über zwei Sessellifte, die im obersten Bergbereich die Abfahrten Circus 2 und Circus 3 erschließen, die Aibga mit einer weiter östlich gelegenen Bergspitze.
Das ab 2008 groß ausgebaute Skigebiet Gornaja Karussel wurde bei den Olympischen Winterspielen 2014 zwar nicht als Austragungsort genutzt, liegt aber in unmittelbarer Nähe zu den olympischen Kampfstätten Gazprom Mountain Resort (mit Laura, dem Biathlon- und Langlaufzentrum) und den beiden Stützpunkten für Snowboard-/Freestyle bzw. die alpinen Disziplinen in Rosa Chutor (Роза Хутор).
Der Ausbau der Ski-Arena Gornaja Karussel steht in direktem Zusammenhang mit den Olympischen Winterspielen und soll ab 2014 den Touristen als international beworbenes Skigebiet zur Verfügung stehen. Im Sommer wurde der Berghang bislang als Austragungsort für Mountainbike-Bewerbe genutzt.

## Geschichte
Das jetzt auch in englischsprachigen Texten ausschließlich unter dem Namen Gornaya Karusel vermarktete Skigebiet wurde ab 1993 errichtet und war unter dem Namen der Betreibergesellschaft Alpika Service (А́льпика-Се́рвис) bekannt. Während bis zum Sommer 2013 der Name Alpika Service noch für die Aufstiegshilfen verwendet wurde, verschwand diese Bezeichnung inzwischen in allen offiziellen Veröffentlichungen.
2008 erwarb Gazprom die Anlagen zu einem sehr günstigen Preis und erweiterte das Skigebiet um neu errichtete Hoteldörfer und Skilifte in Erwartung des großen Touristenaufkommens und der zu erwartenden Bekanntheit des Skigebietes in der Krasnaja Poljana groß aus, nachdem durch kritisch beurteilte Behördenentscheidungen die Schließung von Alpika Service und damit deren wirtschaftlicher Ruin erreicht worden war.
In den Medien war seinerzeit vermutet worden, dass die für den Verkauf an Gazprom erzwungene Schließung der Gesellschaft Alpika Service vom Gouverneur der Region Krasnodar Alexander Tkatschow betrieben wurde, der ein hochrangiger Funktionär in Putins Partei Einiges Russland ist.

## Galerie

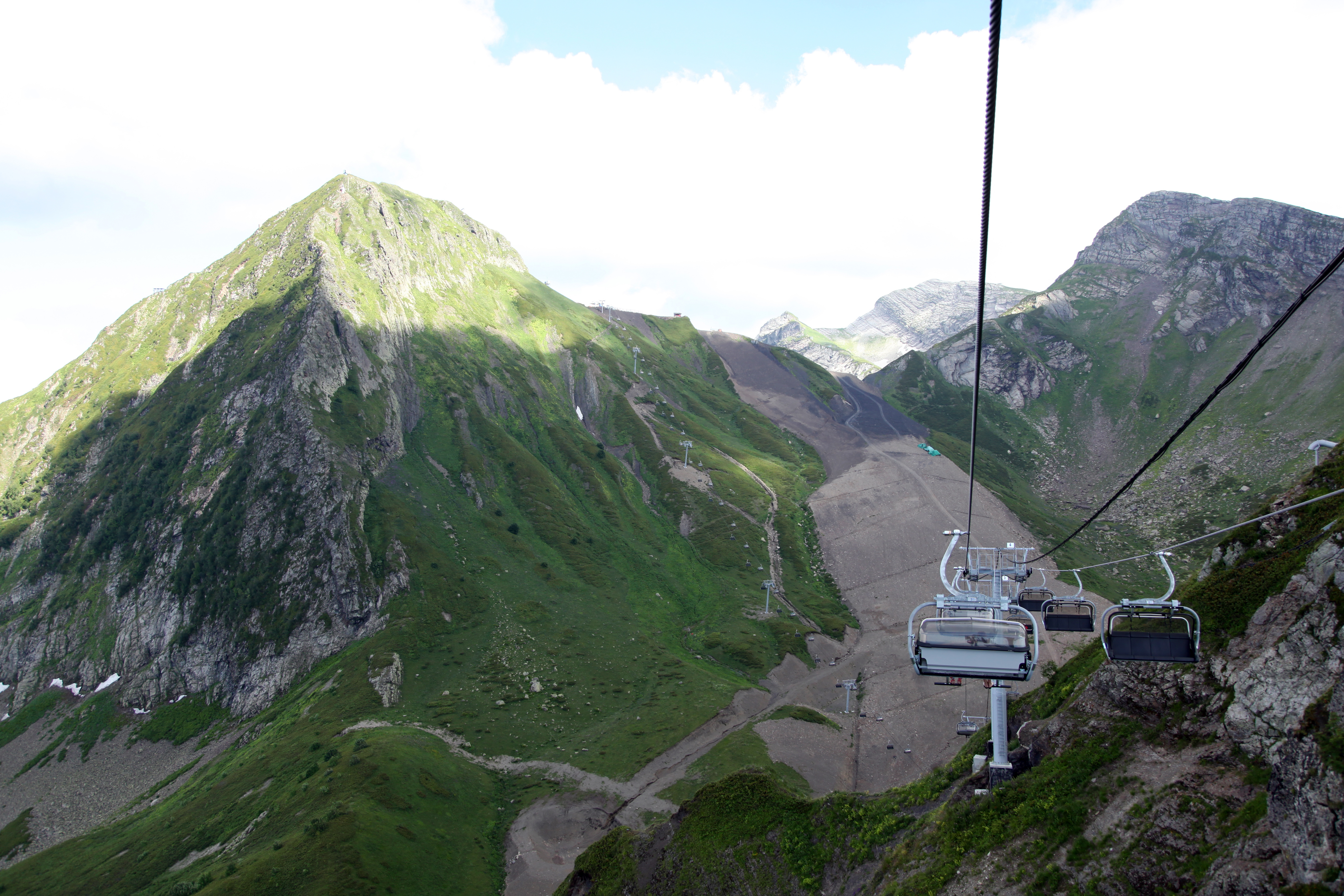
Circus 2 und Circus 3 vom Aibga aus betrachtet
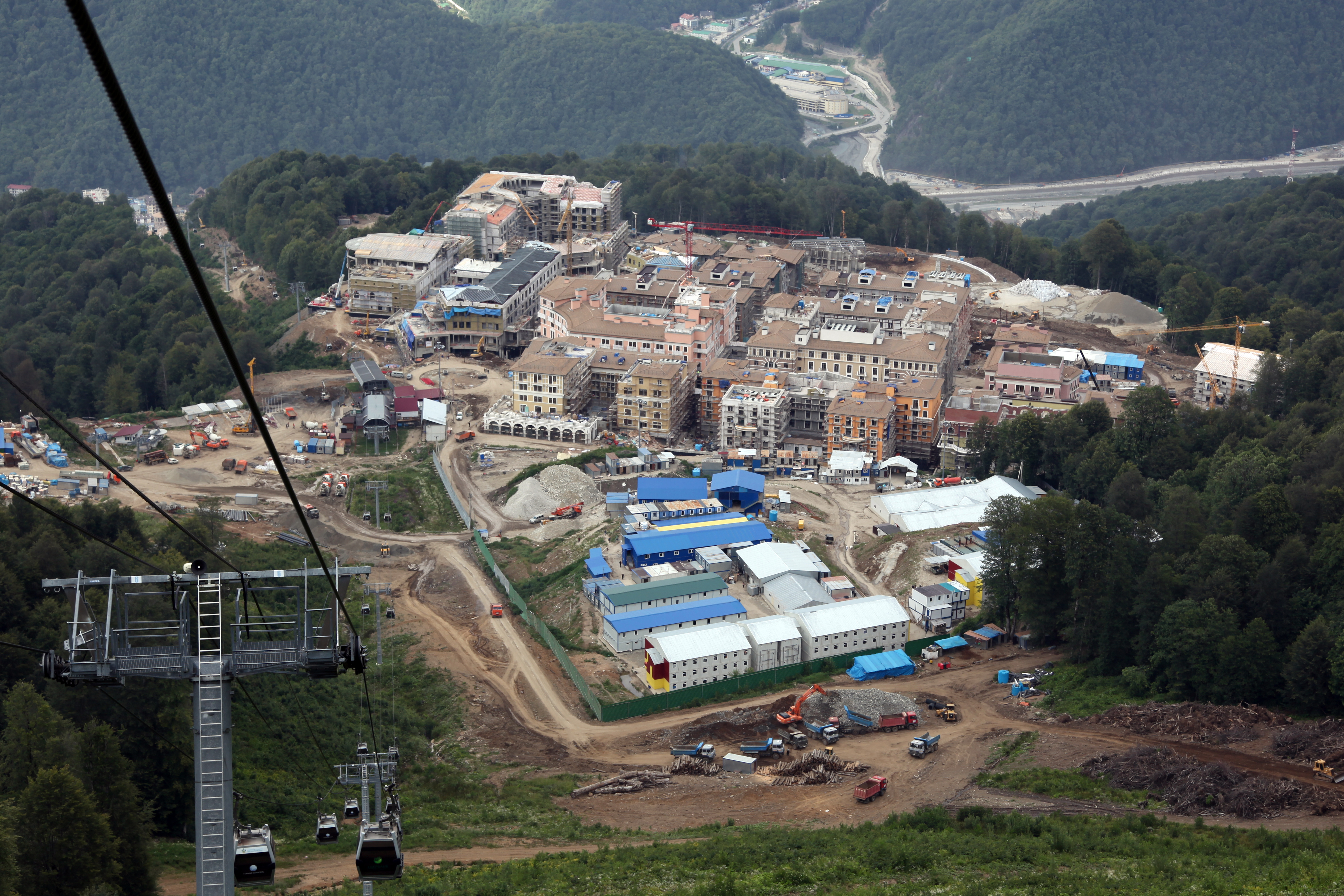
Das werdende Hoteldorf auf der ersten Umstiegsebene über Esto-Sadok im Juli 2013
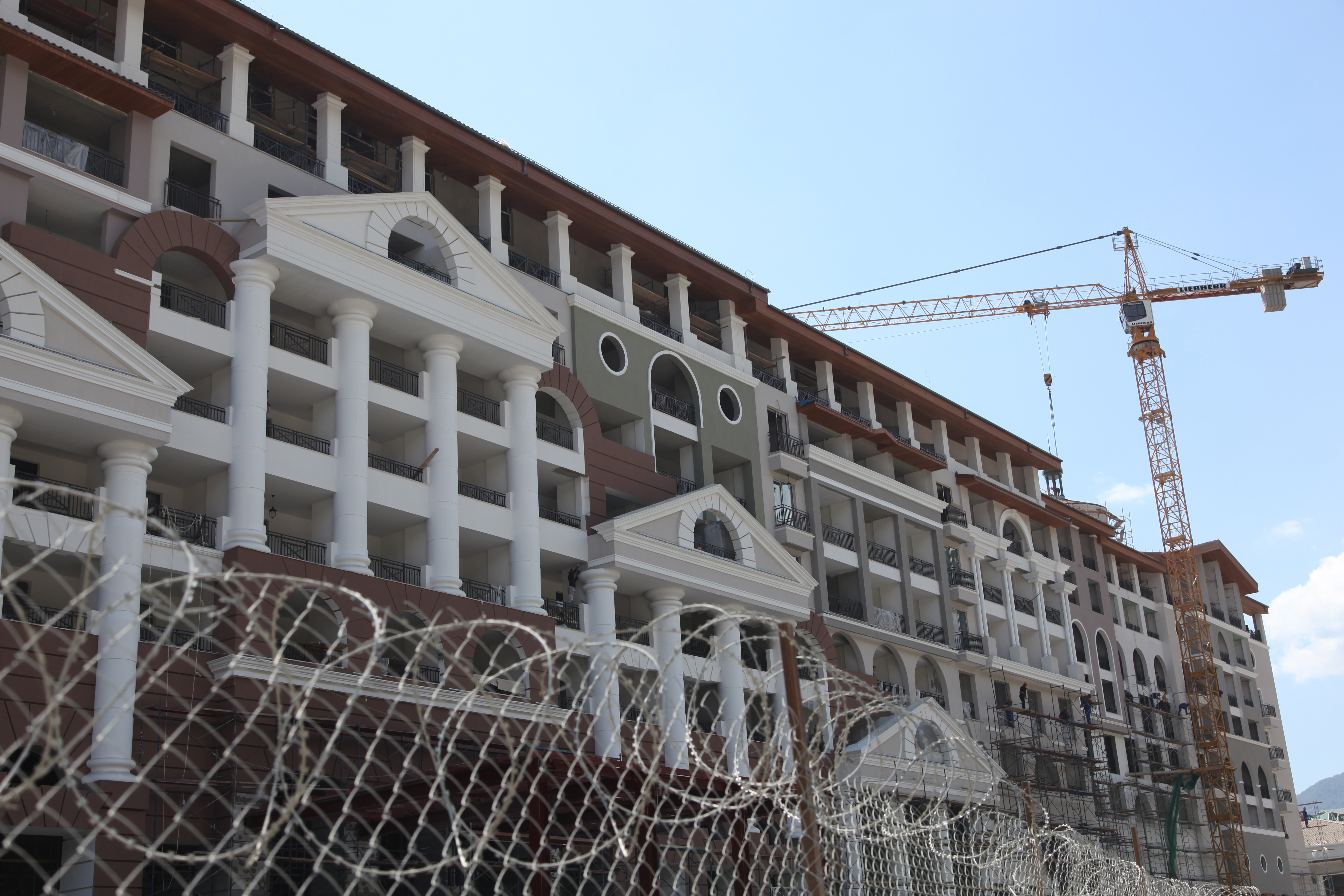
Das künftige Hotel Aibga in Esto-Sadok